# Pico da Neblina
Pico da Neblina ([piku dɐ neˈblĩnɐ], Tågens top) er det højeste bjerg i Brasilien, 2995,3 meter over havet, i Serra da Neblina, en del af Serra do Imeri, en del af Guyana-skjoldet på den brasilianske-venezuelanske grænse. Som det blev fastslået af en grænseekspedition i 1962, ligger dets top inden for brasiliansk territorium, i en horisontal afstand på kun 687 m fra den venezuelanske grænse på Pico 31 de Marco.
Som toppens navn antyder, er den afskærmet i tykke skyer det meste af tiden.[kilde mangler] Den blev første gang bestemt i 1965 af medlemmer af en ekspedition fra den brasilianske hær.

## Beliggenhed
Officielt er Pico da Neblina beliggende i kommunen Santa Isabel do Rio Negro, i staten Amazonas. Men bjerget er ikke direkte tilgængeligt fra kommunens bysæde, der er cirka 180 km væk, og føderale myndighed over nationalparken, Yanomami reservatet og grænsesikkerhedsområdet overgår kommunalmyndigheden i alle praktiske aspekter. Den nærmeste by er faktisk Säo Gabriel da Cachoeira, cirka 140 km i fugleflugtslinje, fra hvor stort set alle klatreekspeditioner starter.
Bjerget er en del af den brasilianske Pico da Neblina nationalpark; det nordlige skråninger er også beskyttet af Venezuela Serranía de la Neblina nationalpark. Tvillingeparkerne danner, sammen med den tilstødende Parima Tapirapecó nationalpark (Venezuela), et beskyttet område på cirka 80.000 km², muligvis det største nationalparksystem i en tropisk regnskov i verden. Pico da Neblina er også beliggende inde i territoriet der udgør Yanomami-folkets reservat.

## Almindelige misforståelser
Pico da Neblina bliver ofte nævnt som være præcist på grænsen mellem Brasilien og Venezuela. Dette er sandt for dets bjergmassiv som en helhed, men hovedtoppen er kun i Brasilien, 687 meter fra den egentlige grænse. Det nævnes også nogle gange som det højeste punkt i Sydamerika uden for Andesbjergene, men dette er heller ikke korrekt: den titel tilhører Sierra Nevada de Santa Marta i Colombia, der er næste dobbelt så høj som Pico da Neblina og fuldstændigt fritlæggende fra Andesbjergene. Men, Pico da Neblina er til gengæld det højeste punkt øst for Andes-kæden, og derfor en stor del af kontinentet. Det tilstødende Pico 31 de Março, der er på den egentlige internationale grænse er også det højeste punkt i Venezuela, uden for Andesbjergene.

## Højdemålinger
I 39 år troede man at højde på Pico da Neblina var 3014 m, baseret på en ubestridt måling udført i 1965 af topografen José Ambrósio de Miranda Pombo, ved brug af en teodolit, men en mere præcis måling blev udført i 2004 med state-of-the-art GPS-udstyr af kartografen Marco Aurélio de Almeida Lima, et medlem af en ekspedition fra den brasilianske hær, der satte højden til 2993,78 m. Det blev herefter officielt anerkendt af Det Brasilianske Institut for Geografi og Statistik (IBGE), den føderale regerings officielle geografiske undersøgelses- og optællingsagentur, der var medarrangør af ekspedition.
I februar 2016 lavede IBGE en mindre revision igen, efter at den officielle højde på Pico da Neblina blev ændret til 2995,30 - en forskel på 1,52 meter. Der var ingen ny ekspedition eller feltmåling denne gang; den nye værdi er en simple matematisk genregning af højden, baseret på tidligere fundet GPS feltdata, hvor en nyere, mere præcis kortlægning af brasiliansk territorium vedrørende geoide (den imaginære overflade baseret på Jordens tyngdefelt der er referencen for højder) blev brugt. Dette forklarer hvorfor Pico da Neblina og Pico 31 de Março, der er ved siden af hinanden, havde præcist den samme højdeændring.

## Geologi og topografi
Neblina Massivet består af en hældende blok af sandsten der ligger ovenpå prækambriske metamorfe bjergarter. Toppen er en imponerende skarpe stenpyramide eller tand, der knejser højt (når toppen er synlig) over det nærliggende lavland på den brasilianske side, da Imeri-kæden hurtigt stiger fra kun omkring 100 meter over havets overflade til over 2.000 meter i bunden af toppen på blot et par kilometer - derfra stiger toppen kraftigt.
Den venezuelanske side af bjergmassivet er mere bakket og højdegradient til den nordlige sletter er mindre stejl, selvom der stadig er dybe kløfter og høje mure. Den tilstødende Pico 31 de Marco kan betragtes som en sekundær top til Pico da Neblina; det har en blødere, rundere form og er nogle gange svær at adskille klart fra Pico da Neblina på billeder, afhængigt af vinkel og afstand. Da Pico da Neblinas er beliggende på den ækvatoriale breddegrad, kan det være koldt på toppen, men temperaturer omkring frysepunktet og frost, synes at være sjældne (ingen faste målinger er foretaget), og der er ingen sne. En ikke-autoritativ kilde giver en gennemsnitlig temperatur på 20 °C (68 °F) i løbet af dagen og 6 °C (43 °F) om natten. Yderligere er temperaturen i op til 700 meters højde gennemsnitligt på 34 °C om dagen, og om natten er den på 24 °C, mens den i højden 750-2000 meters højde har temperaturer på 28 °C om dagen og 20 °C om natten.

## Vegetation
Store planter og mere lukket vegetation (ækvatorial-skov) findes kun op til 1000 m højde, fra 1000 m op til 1700 m er små og mellemstore træer, med en mere åben vegetationen, og fra 1800 m der er kun lav vegetation. Der er flere arter, som er endemiske for området.
Da stedet ligger tæt på Amazonas regnskov, regner det meget i op til 1.000 meters højde. Over de 1.000 meter kommer skyerne ikke højere op, og området er derfor tørt. Regnen i de lavere områder gør vejret meget fugtigt. I områder omkring 700 meter dominerer skyerne meget, og stort set alle dage har tåge uden at være skyfrie. Det er området med højest fugtighed.

## Opdagelse
Der er meget lidt dokumentation tilgængeligt i dag om toppens opdagelse, og næsten ingen af denne er autoritativ, selvom brasilianerne kun opdagede bjerget for ganske nylig, i midten af det 20. århundrede. Denne sene opdagelse kan være nem at forstå, hvis man husker hvor ekstremt fjern, utilgængelig og ubeboet den del af Amazonas-regionen er selv i dag, og at det næppe kunne forventes, at sådan et højt bjerg (ud fra brasilianske standarder) kan findes ved siden af det store, lavtliggende Amazonasbassinet, selv om det var kendt, at der var bjerge i området. Desuden, som navnet også siger, er Pico da Neblina er skyet til, og derfor skjult det meste af tiden.
Alt dette førte til at det først blev opdaget i 1950'erne. Den nøjagtige dato og omstændigheder er uklare og ikke dokumenteret, men en populær historie ofte hørt i Brasilien, siger, at toppen angiveligt blev set og indberettet af en pilot, der fløj over den på et, heldigvis, skyfrit tidspunkt. Men massivet var kendt længe før på den venezuelanske side, hvor det blev kaldet Cerro Jimé. I 1954, otte år før Pico da Neblina med succes blev besteget, blev området besøgt fra den nordlige del af en ekspedition ledet af botaniker Bassett Maguire, der nåede det nordlige top-plateau af massivet og observerede den højeste top, på det tidspunkt unavngivet, og anslog den til at være mellem "8,000-9,000 fod." Hele massivet blev opkaldt Cerro de la Neblina, da Maguire og Reynolds den tid antog at massivet udgjorde en selvstændig formation fra Imeri-kæden til sydøst.
Kort efter ekspeditionen, blev den højeste top, selv om den endnu ikke var besteget, opkaldt Pico Phelps for at ære den fremtrædende ornitolog William H. Phelps, Jr. På det tidspunkt mentes det at toppen lå helt inden på venezuelansk territorium. I løbet af den brasilianske ekspedition i 1962, blev det fastslået, at det højeste punkt kun ligger i Brasilien. Den brasilianske ekspedition omdøbte toppen til Pico da Neblina, hvilket medførte en vis forvirring med navnet Cerro de la Neblina, som anvendtes i Venezuela for at henvise til hele massivet. Den næsthøjeste top på den venezuelanske-vrasilianske grænse fik navnet Pico 31 de Marco i brasilien, men det er nu kendt som Pico Phelps i Venezuela.
I 1950'erne var det endnu ikke klart, om Pico da Neblina var i brasiliansk eller venezuelansk territorium, og dets præcise højde endnu ikke var kendt. Derfor var det stadig en udbredt opfattelse i mange år efter toppens opdagelse, at Brasiliens højeste bjerg var Pico da Bandeira (2,891 m eller 9,486 ft), mellem de sydøstlige stater i Minas Gerais og Espírito Santo, i et meget mere befolket, udviklet og let tilgængeligt område. Først i 1965 fandt man ud af, og fik det alment kendt, at Pico da Neblina var landets højeste bjerg. Pico da Bandeira er fortsat det højeste brasilianske bjerg uden for Amazonas-regionen, og det tredje højeste samlet, efter Pico da Neblina og 31 de Marco (2.974 meter).

## Adgang
På grund af sin placering i en nationalpark i et grænseområde, der er også en del af Yanomami-territoriet, er adgang til området begrænset, og afhænger af en særlig tilladelse fra Chico Mendes Institut for Bevarelse af Biodiversiteten (ICMBio), den brasilianske myndigheder, der er ansvarlig for nationalparker. Tilladelsen kan fås ved ICMBio's kontor i São Gabriel da Cachoeira, men alle klatrere skal tage en godkendt lokalguide med. En fire-dages tur hver vej må forventes, tre af dem består af en jungle trek i regnskoven, som kan være lige så hårdt og udfordrende som selve klatringen. Undsætning er tæt på umuligt i området.
"Flodblindhed", en parasitisk sygdom, der kan forårsage permanent blindhed og er videregivet af en sort flue, er endemisk i området, dog med en lav forekomst; malaria og gul feber er også muligt. Derfor rådes klatrere til ikke kun at tage den yderste forsigtighed for at undgå insektbid, men også for at drøfte forebyggende og/eller terapeutiske strategier med kvalificerede læger, der er bekendt med tropesygdomme.
Robson Czaban, en brasiliansk fotograf, der besteg Pico da Neblina i 1998, fortalte om sit eventyr, at der altid var nogle guld pannere på et lille plateau, lige under toppen, på omkring 2.000 m (6,100 ft), kaldet Garimpo do Tucano, der tjener som basecamp for den sidste og den stejleste del af klatringen. Mens pannernes tilstedeværelse teknisk set er ulovlige, er de er i vid udstrækning tolereret af de brasilianske myndigheder, og Czaban gætter på, at dette ville være, fordi i sådan et fjerntliggende område, menes de at holde øje med grænsen og naturen bedre end den skovbetjente og hæren ville have midler til at gøre. Czaban fortalte at de var meget venlige og hjælpsomme.